# Digenethle landfordi
Digenethle landfordi är en skalbaggsart som beskrevs av Rigout 1995. Digenethle landfordi ingår i släktet Digenethle och familjen Cetoniidae. Inga underarter finns listade i Catalogue of Life.